# 大宮宮美
大宮 宮美（おおみや みやみ）は、日本の漫画家。横浜出身。おーみや名義も使用する。
『つるぎのない』はマッグガーデン第1回「ガーデンコミック杯」第1位を獲得し連載化。

## 著作
- スクランブル紅茶店（『まんがタイムきららキャラット』2008年8月号、10月号、2009年1月号）
- 地獄恋すてふ（『4コマnanoエース』Vol.18 - 2013年10月号、1巻、おーみや名義）
- 天使の3P!の3P!!（『電撃萌王』2013年12月号 - 2017年2月号、全2巻、おーみや名義）
- 人魚嬢ルリ（『まんがタイムジャンボ』 2014年7月号 - 2015年9月号、おーみや名義）
- つるぎのない（『コミックガーデン』 2015年11月号、2016年4月号 - 2017年3月号、全1巻、MAGCOMIに再掲載）
- リリィマリアと和解せよ（『ゆりひめ@ピクシブ』 2017年9月8日 - 2018年6月8日、全1巻）

## 同人誌
- 余命100コマ（2012年、おーみや名義）
- 雪山（ある意味）連続殺人事件（2013年、おーみや名義）
- アイ・マインスイーパー（2015年、おーみや名義）
- 人魚嬢ルリ（2016年、おーみや名義）
- そうなんだ（2017年、おーみや名義）